# Oh moeder, wat is het heet
Oh moeder, wat is het heet (It Ain't Half Hot Mum) was een Britse comedyserie, die tussen 3 januari 1974 en 3 september 1981 uitgezonden werd door de BBC. In Nederland werd de titel vanaf 12 juni 1976 uitgezonden door de TROS, in 1990 door Veronique, in 2003 en 2004 op RTL 5 en 2006 op RTL 7, en in 2013 en 2014 werd de serie nogmaals uitgezonden door NostalgieNet. In januari 2020 startte omroep ONS (de nieuwe naam van NostalgieNet) met herhalingen van de serie.

## Afleveringen
De serie bestaat uit 56 afleveringen, verdeeld over acht seizoenen en werd geschreven door de Britse scriptschrijvers David Croft en Jimmy Perry. De afleveringen werden afwisselend geregisseerd door John Kilby, Phil Bishop en Bob Spiers.
Twee afleveringen uit het eerste seizoen, A star is born en It's a wise child, zijn gewist en worden daarom tegenwoordig niet meer herhaald. In Nederland waren deze voor het laatst te zien in de zomer van 1990. Ingekorte thuisopnames uit 1988, gemaakt in Australië, bestaan wel en deze zijn op de DVD inbegrepen.

## Het verhaal
De comedyserie speelt zich af tijdens de Tweede Wereldoorlog en gaat over een theatergroep die onderdeel uitmaakt van het Britse koloniale leger in Brits India. De theatergroep is vlak bij de Birmese grens gestationeerd en vermaakt de Britse troepen voordat deze naar het front gaan.
De groep wordt aangevoerd door de schreeuwerige sergeant-majoor "Shut up" Williams. De sergeant-majoor is een echte legerman en vindt dat de theatergroep bestaat uit een stel mietjes. Hij wil echte soldaten van ze maken en ze in de jungle tegen de Japanners laten vechten. Hij laat ze dan ook iedere dag op appel komen en ze moeten veel onzinnige klussen doen, zoals het witkalken van stenen.

## De cast
Kolonel Charles Reynolds
Donald Hewlett speelt kolonel Charles Reynolds. Hij is de hoogste in rang in het kamp van de theatergroep. Deze statige Britse officier zorgt er, samen met zijn assistent kapitein Ashwood, voor dat hij niets tekortkomt. Zelfs niet in de barste situaties.
Kapitein Jonathan Ashwood
Michael Knowles doet de vertolking van de wat onnozele kapitein Jonathan Ashwood, de assistent van kolonel Reynolds. Ook Ashwood is een groot fan van de theatergroep. Hij helpt af en toe zelfs mee met het schrijven van een stuk. De kolonel stelt Ashwood vaak 'moeilijke vragen', die hij dan beantwoordt met "That's a tricky one, sir".
Sergeant-majoor "Shut Up" Williams
Windsor Davies speelt de rol van sergeant-majoor "Shut Up" Williams. Williams wil niets liever dan echte soldaten maken van de 'mietjes'. Hij vindt het maar niets dat ze zich verkleden als vrouwen en make-up op hun gezicht smeren. Hij denkt dat soldaat Parkins zijn zoon is en behandelt hem wél goed. Hij bezorgt Parkins een plekje bij de theatergroep, zodat deze niet naar de jungle gestuurd wordt. Williams is zeer onvriendelijk tegen de lokale Indiase bevolking.
Korporaal "Gloria" Beaumont
Melvyn Hayes speelt de rol van soldaat (en vanaf seizoen drie korporaal) "Gloria" Beaumont. Beaumont is een exacte tegenpool van sergeant-majoor Williams. Hij is enigszins verwijfd en trots op zijn performances voor de theatergroep. Hij roept regelmatig dat de rest maar een stelletje amateurs zijn. Beaumont speelt vaak de rol van Ginger Rogers of andere vrouwen tijdens de optredens.
Soldaat Lofty Sugden
Don Estelle schittert als de kleine soldaat "Lofty" Sugden. Sugden is vaak de pineut bij het uitvoeren van gevaarlijke opdrachten en de sergeant-majoor maakt hem vaak belachelijk om zijn lengte. Ook heeft Sugden de nodige medische problemen, zoals een dun schedeldak, waardoor hij een belachelijk grote tropenhelm moet dragen. Hij is de zanger van de theatergroep.
Soldaat Parky Parkins
Christopher Mitchell speelt soldaat "Parky" Parkins, de zogenaamde zoon van de sergeant-majoor. Hij wordt voorgetrokken door de sergeant-majoor die altijd zegt wat voor een geweldig paar schouders Parkins wel niet heeft. Parkins is niet een van de slimsten en echt talent voor het theater heeft hij ook niet. Toch mag hij bij de theatergroep blijven omdat hij roos zou hebben en dus niet geschikt is voor vechten in de jungle. Natuurlijk grote onzin, maar de kolonel en de kapitein trappen er in.
Soldaat Padoruski Graham
John Clegg speelt soldaat "Padoruski" Graham, de pianist van de theatergroep. Graham heeft Engelse literatuur gestudeerd aan de Universiteit van Oxford. Hij praat nogal bekakt en wordt om die reden vaak bespot door de sergeant-majoor. De sergeant-majoor praat hem dan na en noemt hem 'La-di-da gunner Graham'. Toch blijkt dat Graham vaak wel met goede oplossingen komt als er problemen zijn.
Soldaat Atlas Mackintosh
De Schotse soldaat "Atlas" Mackintosh wordt gespeeld door Stuart McGugan. Mackintosh is een grote, sterke man met een tatoeage op zijn borst. Hij is snel beledigd, met name door Beaumont en kan nogal ordinair zijn.
Soldaat Nobby Clark
Kenneth MacDonald is de onnozele soldaat "Nobby" Clark. Nobby komt af en toe met een idee, maar is zeker niet een van de slimsten van het stel.
Soldaat Nosher Evans
Mike Kinsey speelt lekkerbek en veelvraat soldaat "Nosher" Evans. Evans praat niet veel, maar als hij praat is het altijd met zijn mond vol. Hierdoor vliegen steevast etensresten over zijn collega's heen. Als de groep op reis gaat, is Evans altijd benieuwd of het eten wel in orde is.
"Char Wallah" Muhammed
Dino Shafeek speelt theeverkoper ('Char Wallah') Muhammed. Deze wat onwetende man lacht veel en probeert een groot gezin te onderhouden door thee te verkopen aan de theatergroep.
Rangi Ram
Michael Bates speelt in de eerste vijf seizoenen de drager van de theatergroep, Rangi Ram. Rangi brengt echter ook vaak boodschappen over en doet allerlei andere klusjes. Ook treedt hij regelmatig op als tolk. Hij sluit een aflevering vaak af met een oud, binnenlands gezegde. Rangi geeft altijd af op de inlanders en is er trots op om Brits te zijn, hoewel hij zelf een Indiër is. Michael Bates overleed na het vijfde seizoen.
Punka Wallah Rumzan
Barbar Bhatti speelt de waaierknecht ('Punka Wallah') Rumzan in de eerste zes seizoenen. Rumzan trekt de hele dag aan een touwtje om de officieren in het kantoor koel te houden. Ook komt hij regelmatig met een scherpe opmerking uit de hoek. Hij praat dan Indiaas en spreekt de laatste woorden in het Engels uit. Hij krijgt regelmatig een trap van de sergeant-majoor of Rangi en er wordt hem dan verteld om rechtop te gaan zitten tijdens het waaieren.
Ah Syn
Andy Ho speelt Ah Syn, de Chinese kok in de laatste twee seizoenen van de serie. Zijn eten is meestal niet al te best en zijn intelligentie niet al te hoog. Hij is regelmatig in gesprek met de theeverkoper, waaruit blijkt dat Ah Syn maar weinig weet van de Engelse cultuur. De theeverkoper overigens evenmin.
Korporaal "Solly" Solomons
George Layton is alleen te zien in de eerste twee seizoenen. Hij speelt korporaal "Solly" Solomons. Solly is een vlugge en slimme jongen met gevoel voor theater. Hij coördineert in feite de hele groep en is een echte regelneef. De serie verklaart zijn vertrek door te vermelden dat zijn tijd in het leger erop zat.